# Szent Mihály és Gábriel arkangyalok fatemplom (Felsőaklos)
A felsőaklosi Szent Mihály és Gábriel arkangyalok fatemplom műemlékké nyilvánított épület Romániában, Kolozs megyében. A romániai műemlékek jegyzékében a  CJ-II-m-B-07728 sorszámon szerepel.